# Герб Розаліївки
Герб Розалі́ївки — один з офіційних символів села Розаліївка Білоцерківського району Київської області. 
Автор — Євген Чернецький.

## Опис
Гербовий щит має чотирикутну форму з півколом в основі.
|  | У лазуровому полі срібна перехрещена стріла, із завитком на рамені, супроводжувана знизу срібною геральдичною трояндою з зеленим листям. Щит обрамований декоративним картушем і увінчаний золотою сільською короною. |

## Символіка
У символіці села використаний знак та колористика родового герба Проскур-Сущанських, доповнений зображенням геральдичної троянди, яка символізує Розалію Проскуру-Сущанську, на честь якої Розаліївка свого часу отримала назву.